# أندرسون فارجاو
أندرسون فارجاو (بالبرتغالية: Anderson Varejão‏) مواليد 28 سبتمبر 1982، هو لاعب كرة سلة برازيلي يلعب مع فريق غولدن ستايت ووريورز في الرابطة الوطنية لكرة السلة ويحمل الرقم 18. يبلغ طوله 6 قدم 11 بوصة (2.1 م).

## فرق لعب لها
- كليفلاند كافالييرز
- غولدن ستايت ووريورز

## الميداليات
| الميدالية | المسابقة                             |
| --------- | ------------------------------------ |
| فضية      | بطولة أمم الأمريكتين لكرة السلة 2001 |
| ذهبية     | بطولة أمم الأمريكتين لكرة السلة 2005 |
| ذهبية     | بطولة أمم الأمريكتين لكرة السلة 2009 |

## روابط خارجية
- أندرسون فارجاو على موقع الاتحاد الدولي لكرة السلة (الإنجليزية)
- أندرسون فارجاو على موقع الدوري الأوروبي لكرة السلة (الإنجليزية)
- أندرسون فارجاو على موقع إن بي أي (الإنجليزية)
- أندرسون فارجاو على موقع سبورتس رفرنس (الإنجليزية)
- أندرسون فارجاو على موقع الدوري الإسباني لكرة السلة (الإسبانية)
- أندرسون فارجاو على موقع كرة السلة الأوروبية.كوم (الإنجليزية)
- أندرسون فارجاو على موقع ريلجم (الإنجليزية)
- أندرسون فارجاو على موقع بروبوليرز (الإنجليزية)
- أندرسون فارجاو على موقع سبورتس رفرنس (الإنجليزية)
- أندرسون فارجاو على موقع أوليمبيديا (الإنجليزية)